# Lijst van burgemeesters van Schokland
Dit is een lijst van burgemeesters van de Nederlandse gemeente Schokland tot de verplichte evacuatie in 1859 waarna het bij Kampen werd ingedeeld.
| Ambtsperiode | Naam burgemeester                 | Partij of stroming | Bijzonderheden            |
| ------------ | --------------------------------- | ------------------ | ------------------------- |
| 1811 - 1827  | Lucas Siedel                      |                    | maire/schout/burgemeester |
| 1828 - 1831  | Hendrik August Willem Streithorst |                    |                           |
| 1831 - 1859  | Gerrit Jan Gillot                 |                    |                           |